# Stichting Vroege Vogels
De Nederlandse Stichting Vroege Vogels heeft tot doel het restaureren van oude vliegtuigen en vliegtuigmotoren en het herbouwen van oude modellen. De stichting werd in 1976 opgericht door Jaap van Mesdag en beschikt over een werkend museum dat is gevestigd in een hangar op vliegveld Lelystad.
Al voordat de stichting werd opgericht, besloot een aantal vrienden een paar rotatiemotoren op te knappen. De collectie is inmiddels in 2013 uitgegroeid tot 23 vliegtuigen van verschillende types. Enkele zijn luchtwaardig en worden gebruikt voor fly-outs en vliegshows zoals bij de Luchtmachtdagen en de Marinedagen. 
De stichting heeft onder meer een Fokker D.VII nagebouwd met een watergekoelde 165 pk Mercedesmotor, waarop 'garantie tot 1919' gegraveerd staat. Ook hebben ze een P-51 Mustang "Trusty Rusty" en een (minder bekende) Nord 1101 Noralpha (gebaseerd op de Messerschmitt Bf 108) weer vliegklaar gemaakt.

## Trivia
De stichting heeft niets te maken met het radioprogramma Vroege Vogels.

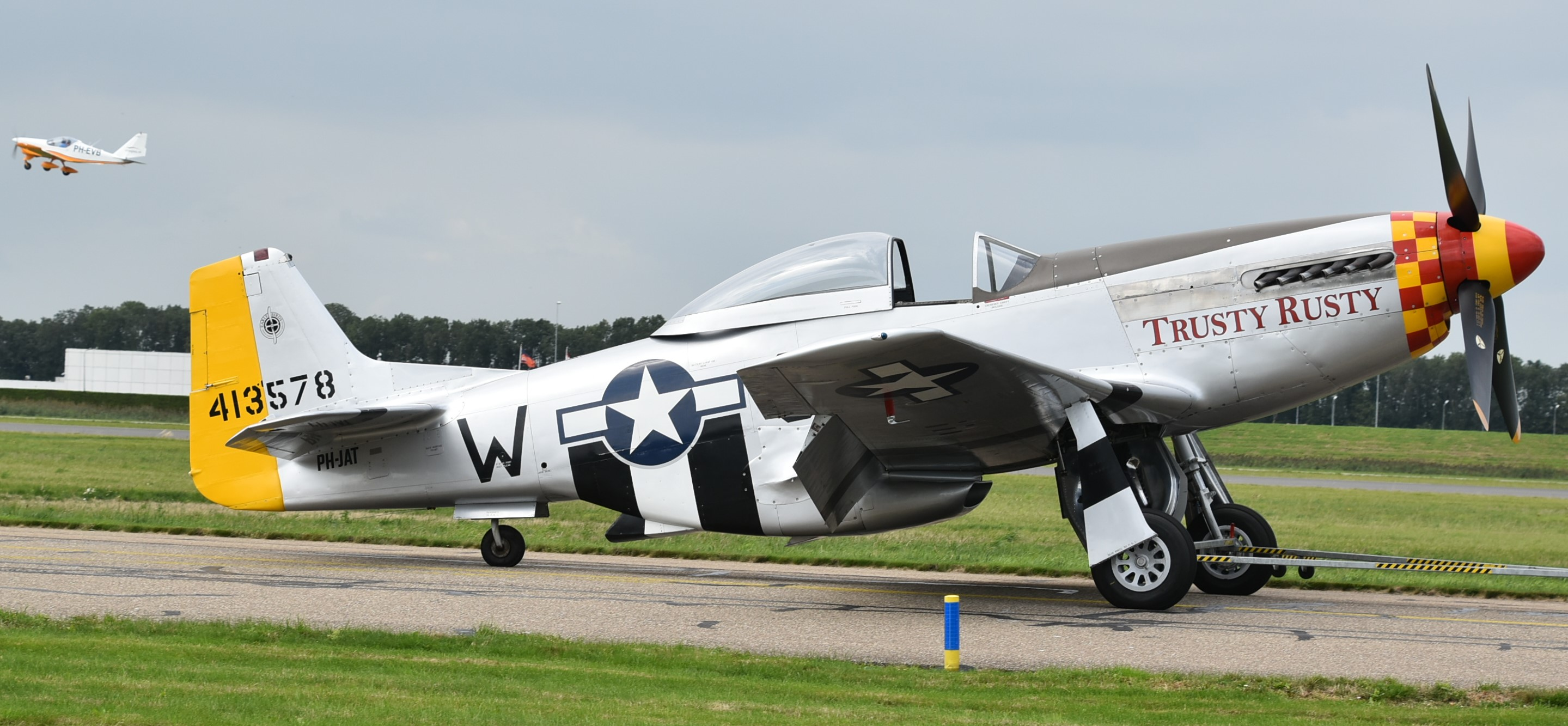
P-51 Mustang op Vliegveld Lelystad